# 生成音韻論
生成音韻論（せいせいおんいんろん、generative phonology）とは、生成文法における音韻論である。

## 生成音韻論の特色
音韻論自体の歴史もまだ百年にも満たないが、生成音韻論はそれに先行する構造主義音韻論（ヨーロッパ、アメリカいずれの構造主義についても）とは、その継承者でありながら、いくつかの点で大きく袂を分かつ。
1. 母語話者に内在する知識についての理論であること
  - 生成文法における記述的妥当性に関わる。
2. 普遍文法（初期状態）から個別文法（定常状態）への遷移、すなわち言語獲得を説明する理論であること
  - 生成文法における説明的妥当性に関わる。またこれは、第二次言語獲得がなぜ常に失敗するか、ということも説明する。例えば弁別素性は、初期状態においては普遍的素性集合として存在しているが、第一次言語獲得の過程でその真部分集合が活性化され、補集合は抑制される。これによって臨界期以降の言語学習においては抑制された弁別素性の補集合にはアクセスすることができないため、すでに活性化された真部分集合の弁別素性のみが活用可能となり、流用される。
3. 表層（音声表示）から一定の手続きで「深い」表示を確定することができない、とすること
  - 生成音韻論以前に、エドワード・サピアによってファントム・フォニーム（擬音素、幻音素）の存在が明らかにされていた。これは、訓練された観察者であるサピアにとって観察されない分節素が言語コンサルタントの内観には存在する、というものであった。これは英語、フランス語などのよく知られた言語にも存在することがすぐにわかる。このような分節素の存在は、表層の観察とそこからの帰納だけでは知り得ない構造の存在を強く示すものである。ノーム・チョムスキーはwriter-riderという対に関する議論で、r弾音化によって環境が失われているはずの有声阻害音の前の母音長化が適用の出力として存在することから、表層にいたる前の表示で必要な環境が存在している、ということを説得力をもって示した。
4. ある表示から別の表示へ、規則によって写像すると考えること
  - 生成音韻論は、普遍的素性集合としてどのような弁別素性があるかを特定し、その素性が配列されて表示を構成する際の制限を明らかにする。同時に、ある表示から別の表示へ写像する規則も特定する。表示と規則の関係は緊密で、ある規則が言及するような表示の構造は必要であるが、そうでない構造は存在を主張する根拠を欠く。また、規則の指定は任意であってはならず、汎言語的視野からの自然さや形式的制限などの観点からあってしかるべきものでなければならない。
5. 音韻論に内在する有意義な単一の表示として「音素表示」は存在しない、とすること
  - 初期生成音韻論からとられている立場である。
6. 弁別素性理論の発展
  - 分節素をより基本的な特徴で記述しようという考えはすでにIPAの指定の仕方の中に見られる。ロマーン・ヤーコブソンはそこから大きく歩みを進め、最小限の素性の集合で世界中の言語音を記述でき、さらに自然類を特徴付けることができるような枠組みを作った。ヤコブソンの弁別素性理論は調音音声学と音響音声学の特徴を利用して素性の数を可能な限り少なくし、それを用いて可能な限り網羅的に言語音を記述できるようにデザインされたものであった。チョムスキーとモリス・ハレはThe Sound Patterns of English（SPE）においてヤコブソンの弁別素性理論を発展させ、音響音声学の特徴をなくしていき、能動的調音器官（＝調音体）である舌の調音点に基づいた素性を多く設定することで母音と子音を同じ素性体系で記述する、などを行った。
7. 正書法の復権
  - 正書法と発音のずれから、正書法を変えるべきだ、という議論がいつの時代にも起こる。しかし生成音韻論の研究は、正書法が基底表示と極めて深い関係にあることを徐々に明らかにしていった。

## 生成音韻論のトピック
1. 規則（rule）のフォーマットと順序付け（rule ordering）
  - 規則の基本的なフォーマットは次の通り。文脈依存規則：A→B/C_D（読み方「C_D」という環境でAをBに書き換えよ。ここで、スラッシュ"/"は「次の環境でin environment」と読む。「C_D」の部分を構造記述といい、「A→B」の部分を構造変化という。）文脈自由規則：A→B（これは規則が適用される条件の部分である構造記述が指定されていないもの。）なお、チョムスキー階層も参照されたい。また、規則は順序付けられており、ある規則の適用結果が、後に適用される規則にとっての適用可能な環境となったり、あるいは適用によって環境が失われたりする。例えば、響き音である母音にとっては有声であるのが無標である。これは文脈自由規則によって次のように捉えることができる：[+響き音]→[+有声]...(1)。基底表示は最小の情報しか含まないと考えられるため、母音については有声性を基底で指定せず文脈自由規則で指定するようにすればよい。ここで日本語に見られる母音の無声化を考えてみよう。この音韻過程には複雑な要因が関わるが、ここでは説明の便宜上、簡略化しておく。「靴」の「く」、「下」の「し」など、無声阻害音に挟まれたアクセントのない母音[i]、[u]は無声化する。これを文脈依存規則によって次のように捉えることができる：[+響き音,+高,-アクセント]→[α有声]/[-響き音,α有声]_[-響き音,α有声]...(2)。ここで規則の順序付けは(2)<<(1)とすると、アクセントのない高母音はそれを挟む阻害音の有声性に同化し、値が定まっていない場合に(1)によって無標の値が指定される。
2. 自律分節音韻論（英語版） (autosegmental phonology)
  - ジョン・ゴールドスミスによって定式された仮説。弁別的素性はそれぞれ自律的(auto-)に振る舞うことができることから、autosegmental phonologyと呼ばれる。例えば、母音自体が消去された場合でも、その母音に付随しているトーン（音調）が隣の母音に移って、消去されないことがある（具体例: ヨルバ語における kó〈まとめる〉(高) + ẹrù〈荷物〉(中低) → kẹ́rù (高低)[1]）。このような意味で音調は自律的である。このように、自律分節音韻論は、音調の研究に多大な影響を与えた。また素性階層性の発展につながった。
3. 素性階層性（feature geometry）
  - SPE以来、分節素は相互に含意関係のない弁別素性の束である素性マトリクスで表示されてきた。
  - 素性相互の含意関係が明らかになるにつれ、素性マトリクスによる表示より、素性間に階層構造を仮定したほうが重要な一般化を捉えるのに向いていると考えられるようになった。このような表示が素性階層性である。今でも議論の盛んな領域であるが、その一例（Halle1992）を示してみよう。根の節点を構成するのは二値素性を持つ [consonantal], [sonorant] の対で、すべての節点を支配する。この節点に直接支配されるのは共鳴腔素性の Oral, Nasal, Pharyngeal であり、このうちの Oral は調音体素性 Labial, Coronal, Dorsal を支配する。このうち Dorsal は終端素性 [back], [high], [low] を支配する。これらの素性は運動-感覚システムへの神経指令と仮定されており、調音体によって遂行され、生理的・音響的相関現象を有するとされている。
4. 不完全指定理論 (underspecification)
  - 予測できる値は基底表示では表示されていない、とする理論。例えば、鼻音は有声音であることから、[+nas]であれば、[+voice]であることは予測できる。よって、基底表示に[+nas]とあれば、[voice]に関する表示は基底レベルではいらないとする。これは、[+nas]に付随する[+voice]と阻害音に付随する[+voice]とが違った振る舞いをすることから提唱された。最適性理論では不完全指定を疑問視する声が上がっている。
5. 音節 (syllable)
  - Chomsky and Halle (1968)では音節という概念を用いずに音韻現象を説明しようとしたが後に音節を理論にとりこむことにより、現象の記述がより簡略に、また説明的になることがしめされた。ただし、近年、音節の概念がまた疑問視されている（近年のドンカ・ステリアーデの研究など）。
6. 音韻的骨格(phonological skeleton)
  - ある音が消えた場合、その音に隣接する音が伸びる現象がある(compensatory lengthening)。これは消えた音が、自身のtiming slotを残し、となりの音がそれを埋めるからだとする仮説が提唱されている。このtiming slotをいかに理論的にとらえるかの研究。代表的なものにモーラの理論、X-slotの理論、CV-skeletonの理論などがある。
7. 韻律音韻論 (metrical/prosodic phonology)
  - ストレス、アクセントや、イントネーションの研究。アラン・プリンス (Alan Prince)とマーク・リーバーマン(Mark Liberman)の研究により、音韻の構造を、階層的に(hierarchical)とらえる仮説が提唱され、現在でも研究がなされている。1980年ごろから、パラメターによる分析が盛んになされ、1995年にブルース・ヘイズによって、もっとも体系化されたかたちでまとめられる。この研究を乗り越えるかたちで、最適性理論が生まれ、発展してきた。
8. 語彙音韻論 (lexical phonology)
  - ポール・キパルスキーによって提唱された仮説。形態論(morphology)と音韻論(phonology)を統合する理論である。具体的には、形態論がいくつかの階層(level)に別れ(root, stem, word,phrasal)、それぞれのレベルに固有の音韻規則が存在する。また、単語内部の音韻規則(lexical phonology)と単語同士の音韻規則(post-lexical phonology)を区別する。最適性理論との融合も提唱されている。
9. 韻律形態論 (prosodic morphology)
  - ジョン・マッカーシー (John McCarthy)とアラン・プリンス (Alan Prince)（最適性理論も参照）が影響力のある研究を推し進めたことで発展した分野。代表的な考察対象として、部分重複(partial reduplication)と、セム語などに見られる語根-パタン(stem and pattern)が挙げられる。主な主張として、従来、特殊な接辞などが仮定されていたものに、韻律カテゴリである韻律語、韻脚、音節、モーラによって説明可能であることが挙げられる。例えば、愛称語形成に見られるような最小語(minimal word)は、韻脚のバイナリ特性に還元され、特別な条件を他に用意する必要がない。
10. 音声学的音韻論 (phonetically-driven phonology)
  - 音韻パターンは音声学的な要請から形作られるという仮説。これは1800年代から提唱されてきた仮説であるが、近年の音声学展および実験音韻論の発展により盛んに議論されるようになってきた。ブルース・ヘイズやドンカ・ステリアーデの最近の研究が有名。
11. 実験音韻論 (laboratory phonology)
  - 音韻論の仮説を実験的に検証していこうとする分野。近年のパソコン技術の発展により、音声実験に対する敷居が低くなり、最近注目を集めている分野である。